# Bavayia boulinda
Bavayia boulinda — вид геконоподібних ящірок родини диплодактилідів (Diplodactylidae). Ендемік Нової Каледонії. Описаний у 2022 році.

## Поширення і екологія
Bavayia boulinda мешкають в гірському масиві дю Булінда в центральній частині острова Нова Каледонія. Вони живуть в гірських хмарних лісах і чагарникових заростях, на висоті від 880 до 1200 м над рівнем моря. Ведуть нічний спосіб життя.